# Перемога (Бучач)
Перемога — газета Бучацької районної ради народних депутатів Тернопільської области і районної організації КП України.

## Коротка історія

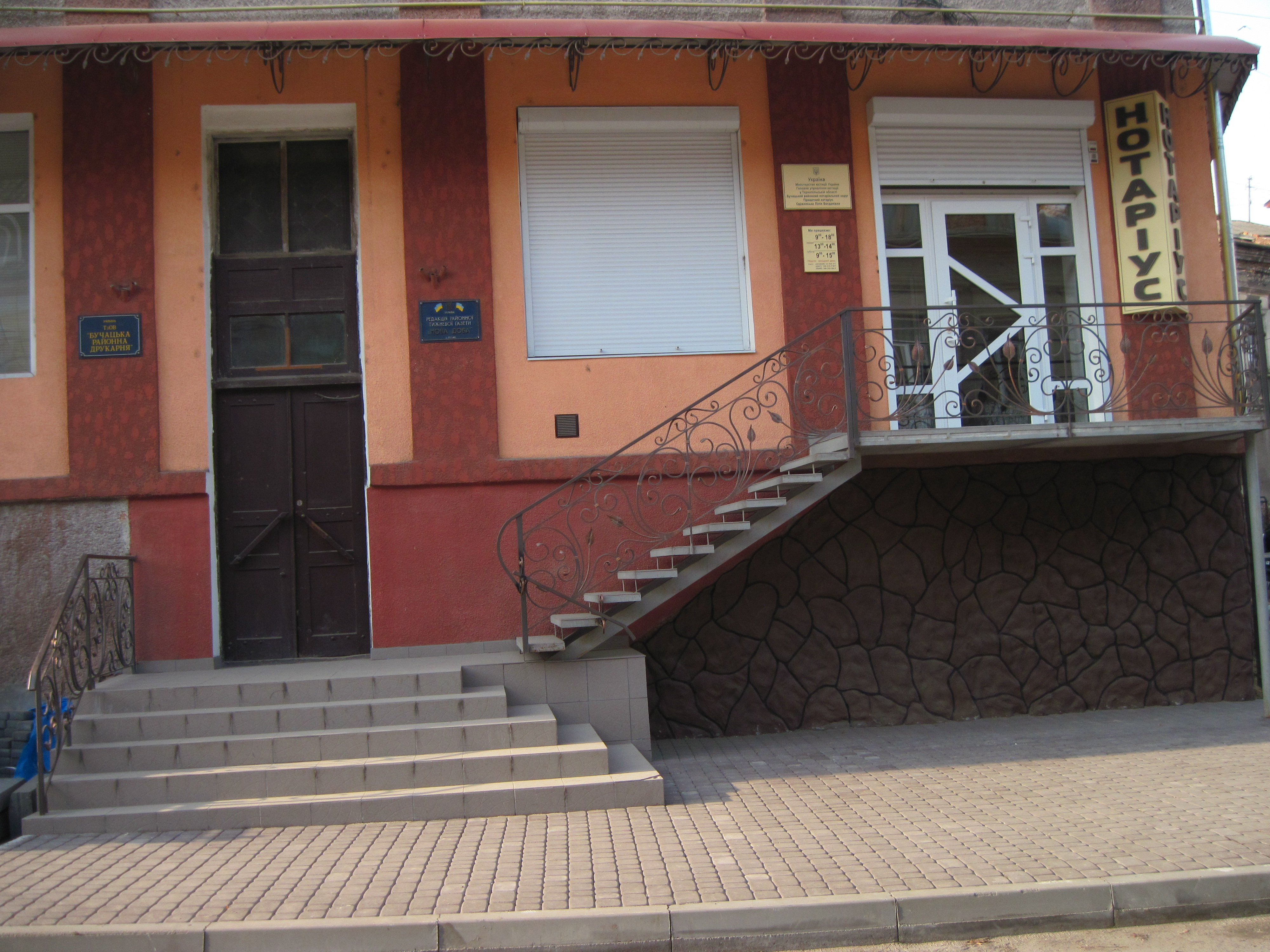
Фасад будівлі редакції газети «Нова доба», осінь 2013

Виходила в 1965—1990 роках. Перший номер вийшов 1 квітня 1965 року.

## Попередниці, наступниці

### «За нове життя»
Орган Тимчасової управи міста Бучача (жовтень 1939, № 1), Бучацького повітового комітету КПбУ і політвиконкому (1940, № 5), Бучацького райвиконкому КПбУ і райвиконкому (1940, № 6-145), Бучацького РК КПбУ та районної ради депутатів трудящих (1940, № 146—, 1941). В. о. редактора Римар (1939), редактор Г. Мешков (1939-41).

### «Нова зірка»
Виходила від 1939? року. Газета — орган Бучацького РК КП(б)У та районної ради депутатів трудящих Тернопільського області. Редактор: Гр. Карпенко, т. в. о. редактора — С. Саєнко (№ 87—95 (893—901) від 21 жовтня 1948). Ціна — 15 коп, виходила на 2 сторінках, як правило, щочетверга та щонеділі. Іноді виходили подвоєні номери газети. Редакція розташовувалась у приміщенні на вул. Ковпака, 5.

### «Колгоспне життя»
Перший номер вийшов 10 липня 1949 року (№ 54 (964)). Виходила на 2-х сторінках (½ др. ар.). Вартість номера складала 15 коп., від 3 квітня 1952 — 10 коп. З 1 травня почала виходити на 4-х ст., вартість — 15 коп.

#### Редактори
- Гр. Карпенко, від № 1 до № 19 за 1 березня 1951 року.
- В. Власенко, від № 20 за 4 березня 1951
- М. Хижняк, від № 78 за 15 вересня 1955
- Л. Коломійчук, від № 124 за 28 листопада 1956
- Є. Березовський, у 1961 році

#### т. в. о. редактора
- Д. Левченко, № 50—66, 87—98 1952 року
- М. Янковий, № 6—49, 67—86 1952 року
- Л. Гросс, № 1—5 1952 року
- А. Мінко, № 51—58 1953 року
- О. Молчанова, № 75—83 1954 року, № 75—77 1955-го, № 2 за 5 січня 1956
- М. Іщенко, № 74 1955 року, № 10 за 2 лютого 1956 року
- В. Осьмачко, № 10—17 1956 року
- Л. Коломійчук, № 94 за 15 вересня 1956

#### заступники редактора
- Л. Коломійчук, № 53 за 10 червня 1956 — № 68 за 15 липня 1956, № 87—123 1956 року
- Н. Кордюкова, № 122 1956 року

### «До нових перемог»
Виходила з 1 червня 1962 року за № 1. Останній номер — у 1965 році. Газета — орган Тернопільського ОККПУ і обласної ради депутатів трудящих при Бучацькому територіальному виробничому колгоспнорадгоспному управлінні. Друкувалась на 4 сторінках, вартість — 2 коп. Адреса редакції: вул. Франка, 40. Початковий наклад — 8660. Виходила щовівторка, середи, п'ятниці, суботи.

#### Редактори
Г. Ужако (№ 1—118), Гр. Боженко (від № 119 за 26 грудня 1962 року).

### «Золота Пілава»
Виходила у січні-листопаді 1991. Наступниця Перемоги — за словами журналістів газети.

## Редактори
- Григорій Боженко — другий секретар Бучацького РК КПУ (обраний на пленумі Бучацького райкому КПУ 4 січня 1967 року), голова Бучацького райвиконкому
- Іван Єлагін  — 1967—1983, затверджений редактором на пленумі Бучацького райкому КПУ 4 січня 1967 року, перша газета — від 14 січня 1967 року
- Ігор Мороз (1983—1989), від № 92 за 1983 рік до № 103-104 (6823—24) за 26 серпня 1989.
- Віра Ільчишин (1989—1990)

### В. о. редактора
- Н. Галяс (з 5 по 14 січня 1967 року)
- Віра Ільчишин (№ 91 від 30 липня 1983 року), від № 105 (6825) за 26 серпня 1989

## Журналісти
- Віра Ільчишин — заступник редактора, Михайло Калинюк, Степан Калинюк (також фотокореспондент)